# Pakabsidia svihlai
Pakabsidia svihlai là một loài bọ cánh cứng trong họ Cantharidae. Loài này được Kopetz miêu tả khoa học năm 2006.